# TLC: Tables, Ladders and Chairs (2013)
Cet article concerne l'édition 2013 du pay-per-view TLC: Tables, Ladders and Chairs. Pour toutes les autres éditions, voir WWE TLC: Tables, Ladders and Chairs.
L’édition 2013 de TLC: Tables, Ladders and Chairs est une manifestation de catch (lutte professionnelle) télédiffusée et visible uniquement en paiement à la séance ainsi que gratuitement sur la chaîne de télévision française AB1. L'événement, produit par la World Wrestling Entertainment (WWE), a eu lieu le 15 décembre 2013 dans la salle omnisports du Toyota Center à Houston, dans l'État du Texas. Il s'agit de la cinquième édition de TLC: Tables, Ladders and Chairs, spectacle annuel qui, comme son nom l'indique, propose un ou plusieurs Tables, Ladders and Chairs (TLC) match.

## Contexte
Les spectacles de la WWE en paiement à la séance sont constitués de matchs aux résultats prédéterminés par les scénaristes de la WWE. Ces rencontres sont justifiées par des storylines — une rivalité avec un catcheur, la plupart du temps — ou par des qualifications survenues dans les émissions de la WWE telles que Raw, SmackDown, Superstars et Main Event. Tous les catcheurs possèdent une gimmick, c'est-à-dire qu'ils incarnent un personnage gentil ou méchant, qui évolue au fil des rencontres. Un pay-per-view comme TLC: Tables, Ladders and Chairs  est donc un événement tournant pour les différentes storylines en cours.

### Rivalité entre Randy Orton et John Cena

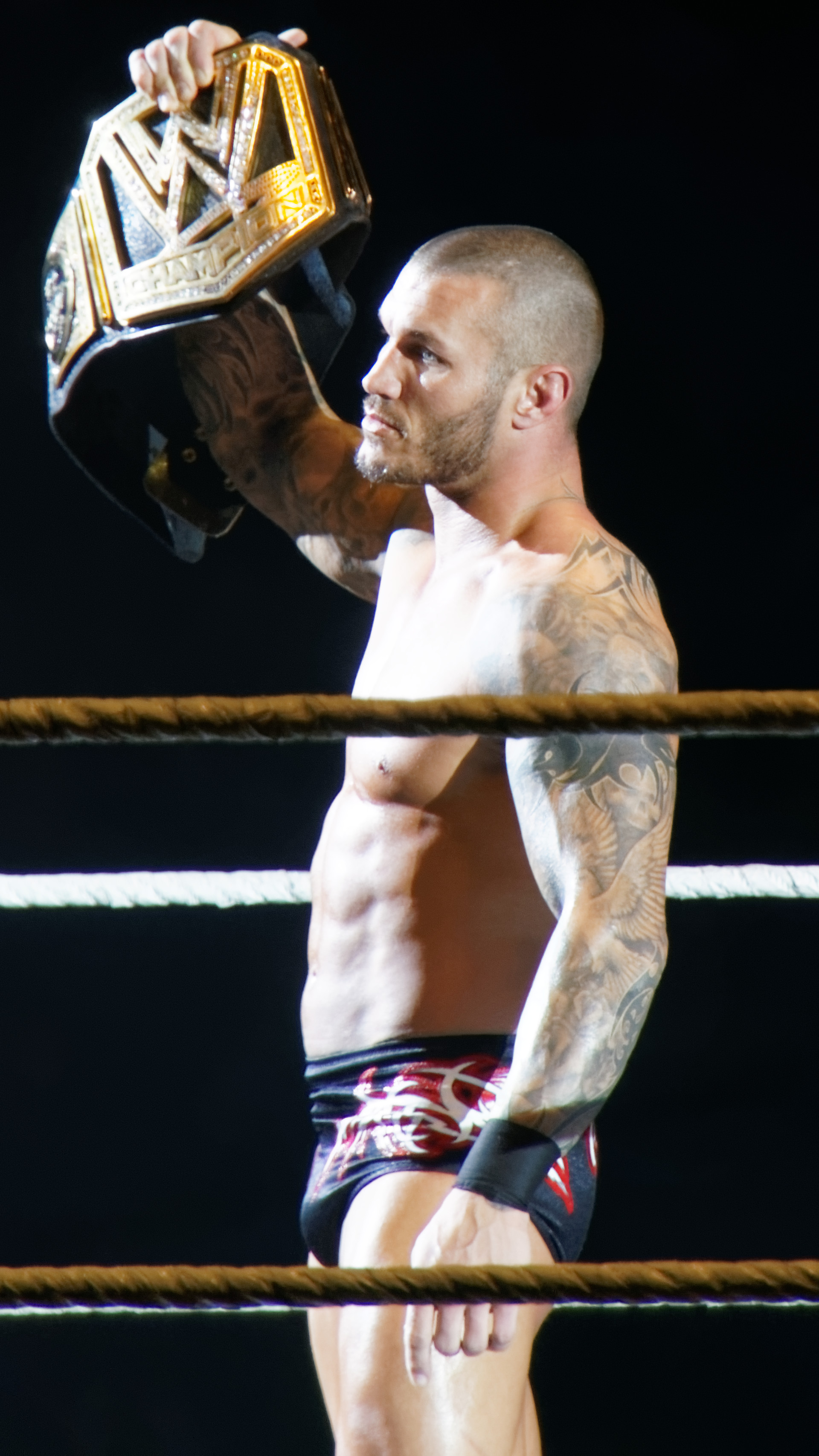
Randy Orton défend son titre face à John Cena pour l'unifier avec le championnat du monde poids-lourds

Lors des Survivor Series, John Cena a battu Alberto Del Rio pour conserver le championnat du Monde Poids-Lourds tout comme Randy Orton qui a battu Big Show pour conserver le championnat de la WWE grâce à l'intervention de Triple H qui a distrait  Big Show. Le lendemain à Raw, Cena a interrompu la célébration de victoire d’ Orton en proposant d'unifier les deux titres, Triple H officialise le match le soir même et annonce que ce sera un Tables, Ladders and Chairs (TLC) match (combat dont le but est de décrocher les deux ceintures suspendus au-dessus du ring. Des tables, des échelles et des chaises sont à disposition aux abords du ring). La semaine suivante le contrat pour le match est signé à Raw et après que les deux hommes se soient provoqués verbalement ils se sont battus et Cena a fait passer son rival à travers une table.

### Rivalité entre Daniel Bryan et la Wyatt Family
Après avoir gagné contre Erick Rowan et Luke Harper aux Survivor Series (2013), Daniel Bryan et CM Punk battent The Wyatt Family lors du Raw du 25 novembre. Cependant la Wyatt Family attaque les deux catcheurs ce qui provoque une disqualification, à la fin le clan emporte Daniel Bryan en coulisses. Alors que CM Punk allait sauver ce dernier qui se faisait escorter par la Wyatt Family, il se fait attaquer par The Shield. Il fait son retour lors du Raw du 2 décembre en battant Erick Rowan. À la fin Bray Wyatt arrive et lui parle notamment de Brie Bella (la fiancée de Daniel Bryan). Plus tard Daniel Bryan cherche sa fiancée et croise Kane qui lui annonce qu'il affrontera The Wyatt Family dans un 3-on-1 Handicap match à TLC: Tables, Ladders and Chairs.

### Rivalité entre CM Punk et The Shield
Après avoir gagné contre Erick Rowan et Luke Harper au Survivor Series (2013), Daniel Bryan et CM Punk battent The Wyatt Family lors du Raw du 25 novembre. Cependant la Wyatt Family attaque les deux catcheurs ce qui provoque une disqualification. À la fin la Wyatt Family emporte Daniel Bryan en coulisses. CM Punk tente de le sauver mais subit un Spear de Roman Reigns avant de subir un Triple Aided powerbomb de The Shield. Lors du Raw du 2 décembre, CM Punk demande des explications. Stephanie McMahon et Kane arrive pour dire qu'ils n'ont rien à voir avec l'attaque de The Shield. CM Punk ne les croit pas et insulte notamment Kane d'être un vendu. Il annonce alors que Punk affrontera The Shield dans un 3-on-1 Handicap match à TLC: Tables, Ladders and Chairs.

### Rivalité entre Big E Langston et Damien Sandow
Depuis Battleground (2013), où Dolph Ziggler a battu Damien Sandow, les deux hommes sont en rivalité et se sont affrontés dans deux Street Fight match inspiré de la ville où ils étaient (ils en ont chacun gagné un),. Lors du Raw du 2 décembre, une nouvelle confrontation entre les deux hommes a lieu avec à la clé un match pour le Championnat Intercontinental de Big E Langston à TLC: Tables, Ladders and Chairs. C'est Damien Sandow qui l'emporte et devient donc le challenger pour le titre.

## Déroulement
Le spectacle a commencé par un pre-show où Josh Mathews, l'interviewer de la WWE est dans une loge avec Booker T, Mick Foley et The Miz. Ce dernier est d'ailleurs agressé par Kofi Kingston car le ghanéen a une rivalité avec le Miz depuis que ce dernier a refusé de faire un tag, un passage de relais dans un match par équipe, lors d'un match les opposant aux The Real Americans (Jack Swagger et Antonio Cesaro) mi novembre et il souhaite en découdre ce soir,.
Le premier match est un kick off diffusé gratuitement sur internet qui oppose Fandango à Dolph Ziggler. Fandango est sonné sur la troisième corde au coin du ring quand Summer Rae vient distraire Ziggler qui s’apprête à projeter son adversaire au sol. Fandango projette son adversaire au sol et fait un Leg drop, un saut du haut de la troisième corde où sa jambe atterrit sur le torse de son adversaire, et fait le tombé pour remporter le match,,,.
Le pre-show se conclut avec l'arrivée en limousine de Triple H, Stephanie et Vince McMahon.

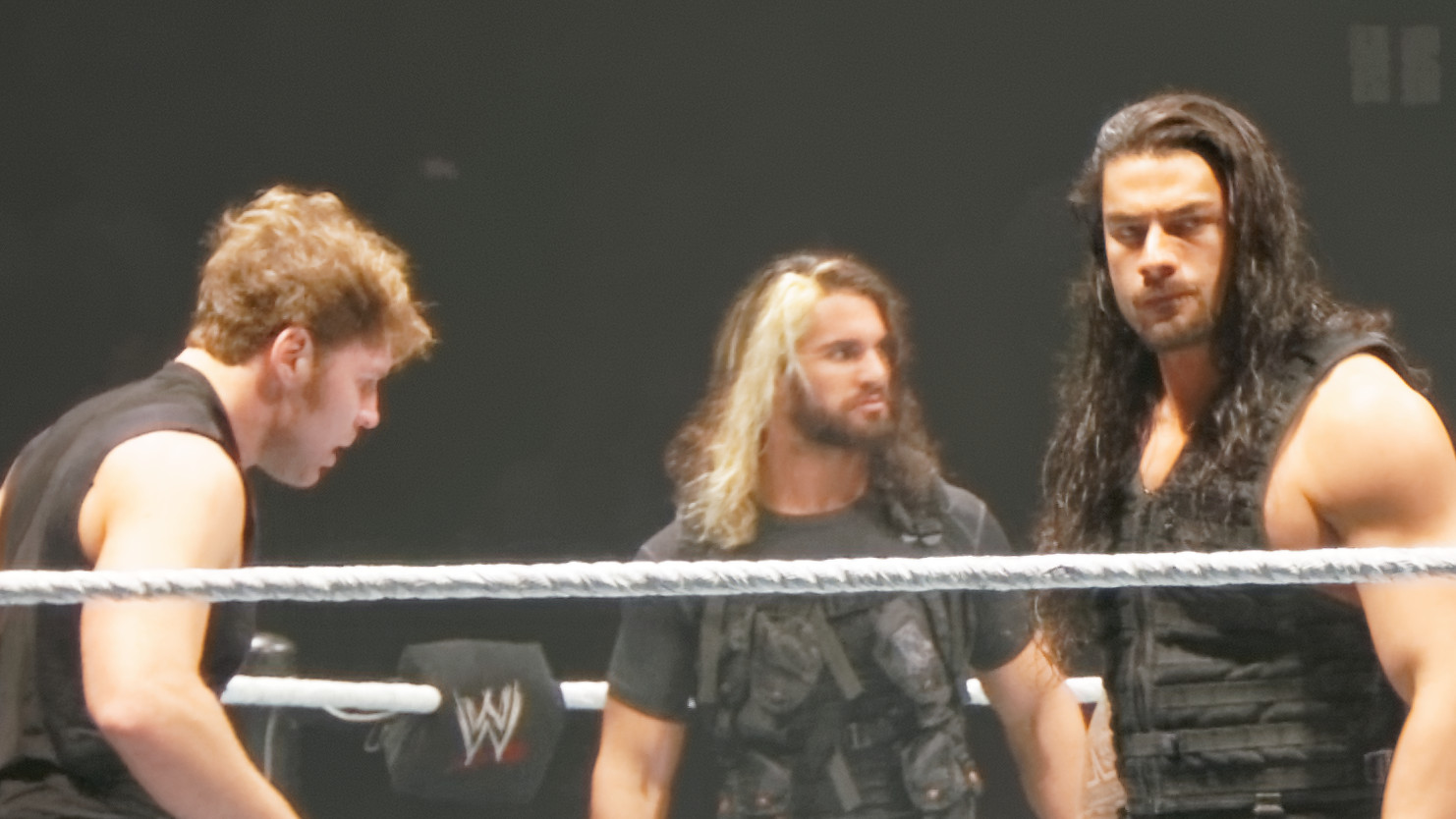
The Shield, frustrés après leur défaite face à CM Punk.

Le deuxième match a opposé CM Punk au Shield et a vu la victoire de CM Punk. Dean Ambrose qui a commencé le match puis Seth Rollins n'ont pas réussi à affaiblir la Straight Edge Superstar. Rollins a passé le relais à Roman Reigns et ce dernier a pris le dessus sur Punk jusqu'à ce que Reigns tente harponner son adversaire en dehors du ring mais Punk a esquivé et son adversaire s'est retrouvé derrière la table des commentateurs. Quand il revient sur le ring il a l'air aveuglé et passe rapidement le relais à Rollins pour soigner ses yeux. Punk a ensuite tenté son Go To Sleep (GTS) en mettant son adversaire sur ses épaules sur Ambrose mais ce dernier s'est débattu et Seth Rollins intervient et se voit porter cette prise. Punk réussit à remettre Ambrose sur ses épaules pour faire à nouveau un GTS quand Roman Reigns revient dans le match et fait un Spear, un plaquage de football américain, non pas sur Punk mais sur son équipier car Punk a mis Ambrose au sol et il a eu le temps de se mettre acroupi. Punk sort Reigns du ring et fait le tombé sur Ambrose pour remporter le match,,,.
Le troisième combat est un match pour le championnat des Divas et oppose AJ Lee la championne accompagné de Tamina à Natalya. Cette dernière a contré la prise de soumission de la porto ricaine, la Black Widow et AJ a réussi à ne pas abandonner quand Natalya place son Sharpshooter grâce à Tamina qui distrait Natalya. AJ tente ensuite une autre Black Widow mais son adversaire réussit à s'en sortir. Mais AJ effectue un Roll-up, une roulade, pour faire le tombé et remporter le match,,,.
Le champion intercontinentalBig E Langston a ensuite défendu son titre face à Damien Sandow. Les deux hommes ont chacun essayé de placer leurs prises de finition dès le début du match, Sandow essayant de faire son You're Welcome, et Big E son Big Ending en plaçant son adversaire sur une de ses épaules mais son adversaire s'est débattu. Le champion en titre reprend l'avantage en envoyant son adversaire dans le coin du ring puis en lui portant un spear. Après plusieurs Clothesline il tente encore une fois le Big Ending mais Sandow a contré. À la suite de quelques échanges de coups, Big E place son Big Ending avec succès et fait le tombé pour conserver son titre,,,.

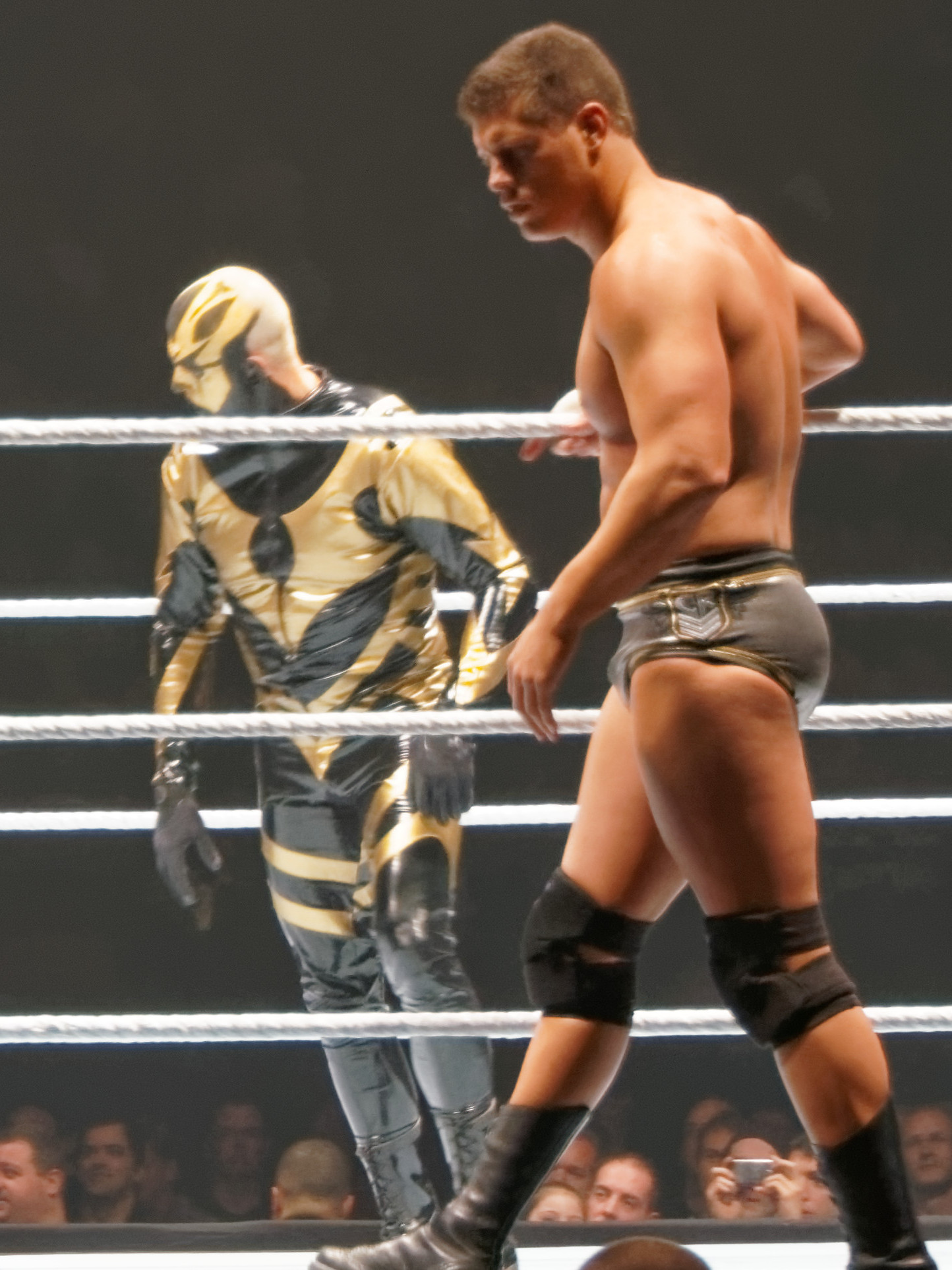
The Brotherhood (Goldust & Cody Rhodes) faisant équipe pour défendre leurs WWE Tag Team Championship.

Ensuite Cody Rhodes et Goldust ont défendu leur titre de Champion par équipe de la WWE dans un Fatal Four Way elimination tag-team match face à Ryback et Curtis Axel, The Real Americans (Jack Swagger et Antonio Cesaro accompagné par Zeb Colter) ainsi que Big Show et Rey Mysterio. Le match a commencé par une opposition entre Cody Rhodes et Ryback. Rapidement, Cody passe le relais à son demi-frére. Au bout de quelques minutes, Goldust fait le tombé sur Ryback en faisant un Roll-up. À la suite de cette élimination, Jack Swagger en profite pour prendre l'avantage sur Goldust et avec l'aide de son partenaire, ils affaiblissent le Bizarre One. Goldust réussit à passer le relais au Big Show et à la suite de deux KO Punch, un coup de poing en pleine tête, et fait le tombé sur Antonio Cesaro. À la suite de cette élimination, Show a aidé Goldust à se remettre sur ses pieds, ce dernier étant couché dans son coin. Le combat a repris avec Goldust contre Big Show. Goldust passe le relais et effectue avec son demi-frère une Suplex, une projection au sol. Show passe le relais à Rey Mysterio, ce dernier utilise sa vitesse et son agilité pour prendre l'avantage sur Rhodes et réussit à mettre la tête de son adversaire sur la deuxième corde et a préparé son 619, quand Godust intervient puis se retrouve dans la même position que son demi-frère et subit un 619. Goldut est ensuite projeté dans une barricade par Big Show, Cody vient ensuite agresser Show et ce dernier prend l'avantage et s'apprête à envoyer son adversaire contre un des poteaux du ring mais Cody s'échappe et Big Show est à terre. Rey réussit encore une fois à placer la tête de son adversaire sur la deuxième corde et tente un 619 mais celui-ci est contré par Cody qui tente un Alabama Slam contré. Rey tente un Tilt a Whirl et Cody réussit à le contrer et à placer sa prise de finition le Cross Rhodes et fait le tombé pour remporter le match et ainsi conserver le titre par équipe. Après le match, les deux équipes se serrent la main,,,.
À la suite de ce match, Brodus Clay accompagné de son équipier Tensai et des Funkadactyls (Naomi et Cameron) a affronté R-truth accompagné de Xavier Woods. Truth prend l'avantage en amenant son adversaire dans un des coins du ring, après quelques coups donnés dans le coin, Clay réussit à quitter le coin et revient sur Truth qui lui porte plusieurs coups de pied. Clay quitte le ring et son adversaire le ramène sur le ring. Brodus contre un saut que s'apprêtait de faire son adversaire et il en profite pour reprendre l'avantage dans le match. Il est même tellement sûr de lui qu'il dit être meilleur que son équipier, à la suite de cela, Tensai et les Funkadactyls ont quitté les abords du ring. À la suite de cela, Truth donne un coup de pied dans la mâchoire de son adversaire puis fait un Roll-up pour remporter le match,,,.
Avant les deux principaux matchs de la soirée on Kofi Kingston et The Miz se sont affrontés dans un match sans disqualification. Kofi a tenté de faire le Trouble in Paradise hors du ring mais son pied heurte un des poteaux du ring. Le Miz en profite pour ramener son adversaire sur le ring et reprend l'avantage en s'en prenant à la cheville blessé de son adversaire. Il a ensuite tenté de soumettre le ghanéen en effectuant une figure-four leglock mais Kofi a brisé la prise avant de lui porter son Trouble in Paradise et fait le tombé pour remporter le match,,,.

### Matchs principaux
Après ces matchs, on a eu le match à handicap opposant Daniel Bryan à la Wyatt Family (Bray Wyatt, Erick Rowan et Luke Harper). Ce match a été dominé par le clan de Bray Wyatt qui a conclu le match en brisant la Yes lock (la prise de soumission de Bryan) avant de porter sa prise de finition, la Sister Abigail avant d'effectuer le tombé faisant gagner son clan,,,.

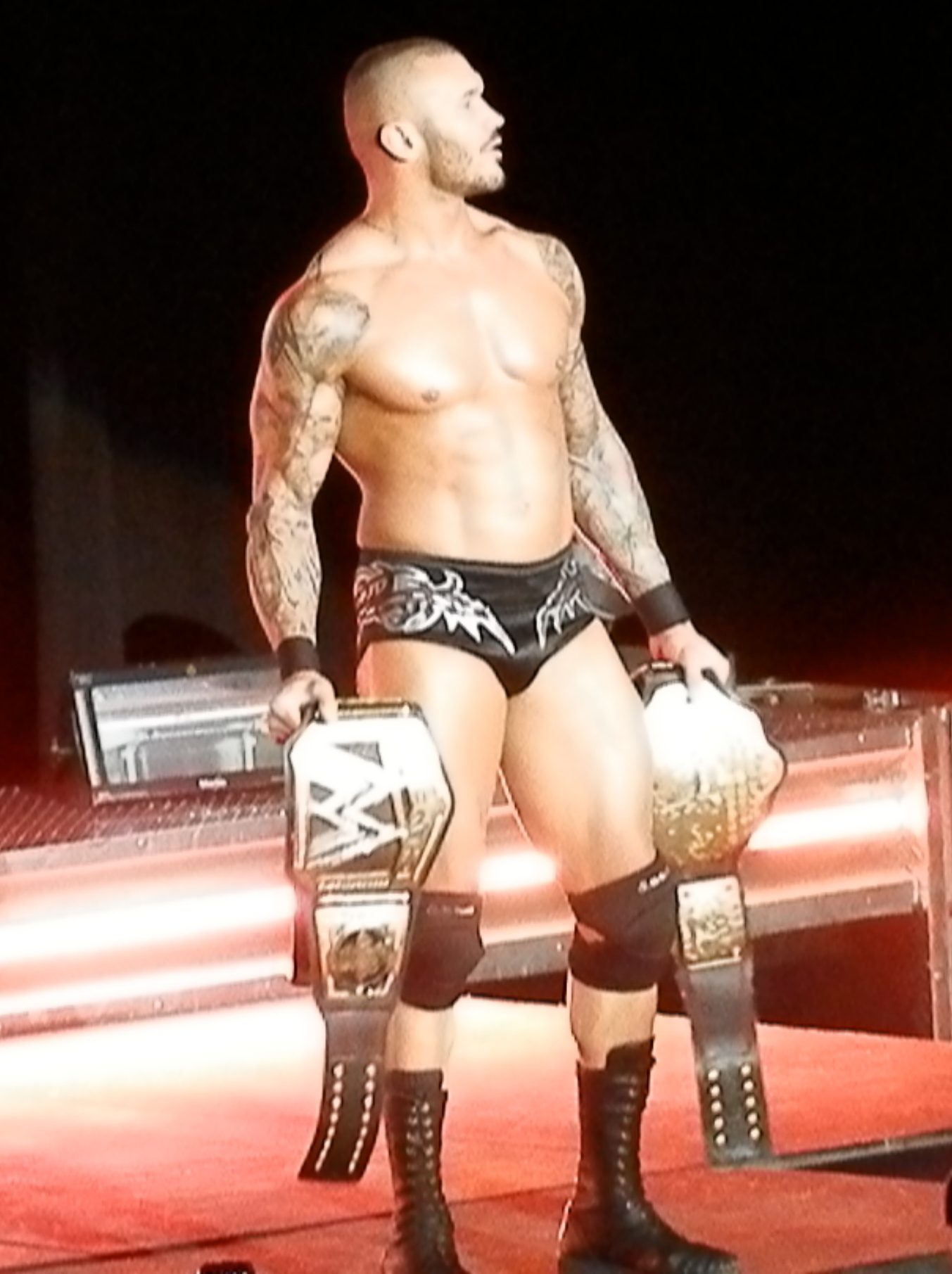
Randy Orton repart vainqueur et unifie les deux titres mondiaux de la WWE.

Pour conclure la soirée Randy Orton, le champion de la WWE, a affronté John Cena le champion du monde poids-lourds dans un Tables Ladders and Chairs match. Depuis le début de la soirée les deux ceintures sont accrochés aux dessus du ring et celui qui décroche les deux ceintures unifie les deux titres. Cena tente de décrocher les ceintures mais Orton revient en plaçant son RKO. Quelques minutes plus tard Orton enlève les écrans de la table des commentateurs mais Cena le fait passer à travers cette table après avoir fait un Attitude Adjustement. Il en profite pour remonter sur le ring et tente encore une fois de décrocher les ceintures mais Orton enlève l'échelle laissant Cena suspendu au-dessus du ring. Il en profite pour le frapper  avec une chaise afin de le ramener au sol puis il continue à utiliser cet objet sur son adversaire. Mais Cena régit et fait passer Orton à travers une des tables grâce à un Spear, un plaquage de football américain. Orton sort du ring et trouve sous les tapis de protection une paire de menottes et s'en sert pour attacher Cena à une des cordes, Orton nargue son adversaire avec la clé avant de la jeter dans le public. Orton installe une échelle au milieu du ring pendant que son adversaire dévisse un mécanisme dans un des coins du ring mais reste attaché à la corde. Cena et Orton se retrouve au sommet de l'échelle et le Champ réussit à mettre son adversaire au sol mais Orton utilise la corde pour propulser Cena dans une table. Orton en profite pour décrocher les deux ceintures,,,.
Le spectacle se conclut avec Vince McMahon, Triple H et Stephanie McMahon qui viennent féliciter le champion.

## Tableau des résultats
| Kickoff                                                          | Fandango (avec Summer Rae) bat Dolph Ziggler                                                                                                  | Match simple. | 4:21  |
| 1                                                                | CM Punk bat The Shield (Dean Ambrose, Seth Rollins & Roman Reigns).                                                                           | 3-on-1 Handicap match. | 13:42 |
| 2                                                                | AJ Lee (c) (avec Tamina Snuka) bat Natalya | Match simple pour le WWE Divas Championship. | 6:35  |
| 3                                                                | Big E Langston (c) bat Damien Sandow | Match simple pour le WWE Intercontinental Championship. | 6:28  |
| 4                                                                | Cody Rhodes & Goldust (c) battent Rey Mysterio & Big Show, RybAxel (Ryback & Curtis Axel), The Real Americans (Jack Swagger & Antonio Cesaro) | Fatal 4-Way Elimination Tag Team match pour le WWE Tag Team Championship.                                                                                       | 21:05 |
| 5                                                                | R-Truth (avec Xavier Woods) bat Brodus Clay (avec Tensai & The Funkadactyls (Naomi & Cameron).                                                | Match simple. | 6:02  |
| 6                                                                | Kofi Kingston bat The Miz. | No Disqualification match. | 8:02  |
| 7                                                                | The Wyatt Family (Bray Wyatt, Erick Rowan & Luke Harper) battent Daniel Bryan.                                                                | 3-on-1 Handicap match. | 12:24 |
| 8                                                                | Randy Orton (c) bat John Cena (c). | Champion vs Champion Tables, Ladders and Chairs (TLC) match pour le WWE World Heavyweight Championship (WWE Championship et le World Heavyweight Championship). | 24:36 |
| (c) désigne le(s) champion(s) défendant son titre dans le match. | | |       |

## Conséquences

### Unification et signature de Batista
L'unification des deux titres majeurs a entraîné la désactivation du titre de champion du monde poids-lourds de la WWE et le titre de champion de la WWE est renommé championnat du monde poids-lourds de la WWE et les deux ceintures sont utilisés pour montrer l'unification.
La fin de l'année 2013 et le début de l'année 2014 est aussi marqué par le retour de Batista confirmant ainsi une rumeur sur son retour à la WWE depuis qu'il a été aperçu à un enregistrement de NXT en novembre dernier,.

## Réception
L'absence de Table match, de Ladder match et de Chairs match a été critiqué par le public du Toyota Center qui a chanté « We want tables » (On veut des tables) pendant le match opposant Kofi Kingston au Miz.
Selon Jesse Collings, de Wrestling Inc, le spectacle a été « décent grâce à un très bon début de show. C'est le meilleur spectacle de la WWE depuis SummerSlam ». Le Pre show kick off opposant Fandango à Dolph Ziggler a été noté avec une étoile et demi sur cinq. Il a écrit « la WWE s'intéresse plus à Summer Rae qu'aux deux hommes sur le ring ». Le premier match à handicap opposant CM Punk au Shield a reçu 3 étoiles trois quart. Il a déclaré « normalement quand trois catcheurs perdent un match à handicap, c'est un enterrement de première classe mais cela n'est pas le cas pour ce match. » et il pense que le clan implosera avec « Roman Reigns qui sera mis en avant comme un face ». Le match pour le Championnat des Divas entre AJ Lee et Natalya est selon lui « le meilleur match féminin de l'année » et a donné 3 étoiles trois quart. Le match pour le Championnat Intercontinental entre Big E Langston et Damien Sandow est « un match pour légitimer le titre de Langston. » et a attribué 2 étoiles et demie à cette rencontre. La rencontre pour le Championnat par équipe a été noté avec 4 étoiles sur 5 et Collings « souhaite revoir Cody Rhodes et Goldust ainsi que Big Show et Rey Mysterio. ». Le match opposant Brodus Clay à R-truth n'a pas été noté, jugeant que « ce match a été ajouté que pour confirmer le heel-turn de Brodus Clay ». La rencontre opposant Kofi Kingston à The Miz n'a reçu qu'une seule étoile. Collings justifie cette note en disant que « ce match était un match sans disqualification mais à part une protection de coin de ring dévissée, il n'y a pas eu de règles enfreintes ». Le match à handicap opposant Daniel Bryan à la Wyatt Family a reçu la note de 3 étoiles, « Daniel Bryan réalise une performance mémorable face à ses adversaires. » selon l'auteur. Il considère d'ailleurs que le match « a commencé lentement, puis quand Bray Wyatt s'est levé de sa rocking chair, le match a véritablement commencé. ». Enfin le match pour unifier les deux titres majeurs de la fédération entre Randy Orton et John Cena a reçu la note de 3 étoiles considérant que « le match en lui-même est médiocre, avec Orton infligeant une punition à Cena pendant tout le match, ne donnant aucune chance à son adversaire de revenir ». Il a conclu son analyse de ce match en pointant du doigt le manque de logique de cette rencontre.
Wade Keller, du Pro Wrestling Torch a trouvé que l'attitude de Dolph Ziggler ressemblait plus à celle d'un mid-carder, un catcheur qui ne peut pas avoir de match de championnat pour les titres majeurs. Le match opposant CM Punk au Shield  a selon lui « raconté une bonne histoire et a donné au public un vainqueur face » et a noté ce match de 2 étoiles un quart. Le match pour le championnat intercontinental a été critiqué, en y attribuant une étoile et demi. Il justifie cela en disant que le staff de la WWE met en avant Big E Langston, qui selon lui est bon mais moins charismatique que son adversaire, Damien Sandow. Le match par équipe a été « bon du début à la fin avec un final surprenant » et a reçu 3 étoiles trois-quarts. Le match opposant Brodus Clay à R-truth est d'après lui « juste là pour la fin de la storyline des Tons of Funk » (l'équipe qu'a formé Clay avec Tensai) et a donné une demi étoile à ce match. Keller n'a pas apprécié la réaction du public lors du match opposant Kofi Kingston au Miz disant « que les deux lutteurs ont fait le job. Cependant je comprends que le public qui a payé pour ce show soit déçu de ne pas voir de Tables match, Ladder match ou un Chair match ». D'ailleurs la foule a crié pendant ce match « We want Tables » (On veut des Tables match). Le match à handicap entre Daniel Bryan et la Wyatt Family est « exactement ce que j'attendais ». Enfin le match opposant Randy Orton à John Cena est « divertissant mais n'a pas une fin appropriée » et attribue au match 3 étoiles trois-quart. Et il conclut son analyse en disant que « la WWE récolte ce qu'elle a semé après la violence excessive de ces dernières années ».